# Wolfgang Franke (Botaniker)
Wolfgang Franke (* 19. März 1921 in Leipzig; † 10. November 2001 in Bonn) war ein deutscher Botaniker.

## Leben
Franke begann im September 1940 das Studium der Botanik in Leipzig, musste sein Studium aber im Februar 1941 unterbrechen und wurde zur Wehrmacht eingezogen. Nach der Entlassung aus Kriegsgefangenschaft studierte er ab April 1947 in Heidelberg Biologie. Nach dem Staatsexamen im November 1951 in den Fächern Botanik, Zoologie, Chemie und Physik promovierte er im Februar 1952 in Botanik bei August Seybold. Von Sommer 1952 bis Frühjahr 1954 war er wissenschaftlicher Mitarbeiter an der Universität Heidelberg. Ab April 1954 arbeitete er als wissenschaftlicher Assistent am Institut für Landwirtschaftliche Botanik der Landwirtschaftlichen Fakultät der Universität Bonn. Dort habilitierte er sich im Januar 1957.
Am 1. April 1968 übernahm Franke die Leitung des Instituts, und von 1968 bis 1986 war er der Leiter des Instituts für Landwirtschaftliche Botanik und Direktor des Landwirtschaftlich-Botanischen Gartens der Universität Bonn. Als wesentliche Veränderung hat er den Garten, sofern seine Flächen nicht für Versuche benötigt wurden, zu dem heutigen Nutzpflanzengarten ausgestaltet.
In der Lehre vertrat er die Landwirtschaftliche Botanik und die Nutzpflanzenkunde mit einem Schwerpunkt der Nutzpflanzen der Tropen und Subtropen.
Seine wissenschaftlichen Arbeitsschwerpunkte lagen im Bereich Pflanzenanatomie (Untersuchung von Ektodesmen (= Ectocythoden)), Fruchtmorphologie (Aufbau und Entwicklung der Früchte von Nutzpflanzen), Pflanzliche Inhaltsstoffe (insbesondere Vitamin-C-Gehalte von Nutzpflanzen, Eiweißgehalte von Wildgemüse und Wildkräutern).
Als wesentliches Ergebnis seiner Interessen und Forschungen schrieb er das wissenschaftliche Lehrbuch „Nutzpflanzenkunde. - Nutzbare Gewächse der gemäßigten Breiten, Subtropen und Tropen“ (s. Schriften).

## Privates
Franke war bis zu seinem Tod mit der Biologin Elsa Franke (geb. Wolfgang) verheiratet, die er während seines Studiums kennengelernt hatte. Gemeinsam haben sie drei Kinder. Durch ihr Fachwissen in seinem Tätigkeitsbereich, unterstützte seine Frau ihn, während seiner gesamten Laufbahn bei seinen wissenschaftlichen Tätigkeiten und seinen Veröffentlichungen.

## Schriften
- Das Vitamin C in Pflanze und Tier. In: Klinische Wochenschrift (1958) 36, S. 789–794
- Über Beziehungen der Ektodesmen zur Stoffaufnahme durch Blätter: I. Mitteilung: Beobachtungen an Plantago Major L. In: Planta (1960) 55, S. 390–423.
- Über die Beziehungen der Ektodesmen zur Stoffaufnahme durch Blätter: II. Mitteilung: Beobachtungen an Helxine Soleirolii Req. Planta (1960) 55, S. 533–541.
- Tröpfchenausscheidung und Ektodesmenverteilung in Zwiebelschuppenepidermen. Ein Beitrag zur Frage der Ektodesmenfunktion. In: Planta (1961) 57, S. 266–283
- Zur Frage der Ernährung von Pflanzen über die Blätter und deren korrelativen Wirkung auf das Wurzelsystem. In: Beitr.Biol.Pflanzen (1962) 38, S. 63–82
- Ektodesmenstudien: I. Mitteilung über pilzförmig erscheinende Ektodesmen kritische Abhandlung über das Wesen der Ektodesmen. In: Planta (1962) 59, S. 222–238.
- Dienen Ektodesmen als Transportbahnen bei Stoffaufnahme und Stoffabgabe der Blätter? In: Die Umschau in Wiss. und Technik (1962) H. 16, S. 501–504.
- Ektodesmenstudien: II. Mitteilung: Über die Bedeutung der reduzierten Substanz beim Ektodesmennachweis. Planta (1964) 63, S. 118–132.
- Ektodesmenstudien:	III. Zur Frage der Struktur der Ektodesmen. Planta (1964) 63, S. 279–300.
- Über die Beziehung der Ektodesmen zur Stoffaufnahme durch Blätter. III Mitt. Nachweis der Beteiligung der Ektodesmen an der Stoffaufnahme der Blätter mittels radioaktiver Stoffe. In: Planta (1964) 61, S. 1–16
- Natur und Bedeutung der Ektodesmen als Strukturen der Epidermisaußenwände. In: Biol.Rdsch. (1965) Bd. 3, H. 2; S. 57–104.
- Über den Vitamin-C-Gehalt der Herbstblätter: 1.Mitteilung: Der Vitamin-C-Gehalt bis zum Laubabwurf. In: Z.f.Pflanzenphysiol. (1965) Bd. 53, H. 4, S. 289–310.
- Über den Vitamin-C-Gehalt der Herbstblätter: 2.Mitteilung: Der Vitamin-C-Gehalt nach dem Laubabwurf. In: Z.f.Pflanzenphysiol. (1965) Bd. 53, H. 4, S. 311–319.
- Vitamin C-Gehalt von frischem, tiefgekühltem und gekochtem Spinat (Spinacia oleracea L.). In: Zeitschrift für Lebensmitteluntersuchung und -Forschung (1966) 131, S. 11–23
- Wolfgang Franke & Milan Panic: Ektodesmenstudien: IV. Über das Vorkommen von Ektodesmen in Gramineenblättern. Planta (1967) 77, S. 176–181.
- Mechanisms of foliar penetration of solutions. In: Ann. Rev. Plant Physiol. (1967) 18, S. 281–300
- Ectodesmata in relation to binding sites for inorganic ions and urea on isolated cuticular membrane surfaces. In: Amers.J.Bot. (1969) 56, S. 432–436
- Ektodesmenstudien. V. Mitteilung: Über das Vorkommen ektodesmenartiger Strukturen in Innenwänden. In: European Journal of Plant Pathology (1970) 76, S. 119–124
- The entry of residues into plants via ectodesmata. In: Residue Rev. (1971) 38, S. 81–115
- Über die Natur der Ektodesmen und ein Vorschlag zur Terminologie. In: Ber.Dtsch.Bot.Ges. (1971) 84, S. 533–537
- Nutzpflanzenkunde, nutzbare Gewächse der gemässigten Breiten, Subtropen und Tropen (Zeichnungen von Joachim Hormann), Thieme, Stuttgart 1976, ISBN 3-13-530401-9; 8. Auflage (ab 7. Auflage mit Reinhard Lieberei und Christoph Reisdorff) 2012, ISBN 978-3-13-530408-3.
- Wolfgang Franke & A. Kensbock: Vitamin C content of native wild-growing vegetables and greens. In: Ernaehrungs-Umschau. Ausgabe B (1981) 28, S. 187–191
- Vitamin C in sea fennel (Crithmum maritimum), an edible wild plant In: Economic Botany (1982) 36, S. 163–165
- The basis of foliar absorption of 17 fertilizers with special regard to the mechanism. In: A. Alexander, Schering A.G. Agrochemical Division. Special Fertilizer Group: Foliar fertilization: proceedings of the First International Symposium on Foliar Fertilization. Springer-Verlag 1986; 488 Seiten; ISBN 90-247-3288-3, ISBN 978-90-247-3288-3
- (Text:) Wildgemüse. Hrsg.: Auswertungs- und Informationsdienst für Ernährung, Landwirtschaft und Forsten (AID) e. V., AID, Bonn 1987 / 1995
- Wolfgang Franke & Gerhard Hoffmann: Landwirtschaftlich-Botanischer Garten beim Institut für Landwirtschaftliche Botanik an der Universität Bonn. In: Friedrich Ebel, Fritz Kümmel, Christine Beierlein (Hrsg.): Botanische Gärten Mitteleuropas. Geschichte, technische Einrichtungen, Anlagen, Sammlungen und Aufgaben; Wissenschaftliche Beiträge der Martin-Luther-Universität Halle-Wittenberg, Band 27, Halle 1990, 2. erw. Auflage, S. 23–24